# Estación de Masies
Masies es una estación de la línea 1 de Metrovalencia. Se encuentra situada en la calle 101 de Moncada.
La estación dispone de 2 vías destinadas a la parada de trenes que prestan servicio de viajeros.

## Historia
Fue inaugurada el 8 de octubre de 1988 como estación de FGV.
Del 30 de octubre al 2 de diciembre de 2024, a consecuencia de las graves inundaciones acontecidas en la provincia de Valencia, la estación permaneció cerrada.
Del 27 de junio al 31 de agosto de 2025, por obras de mejora en varias estructuras de la autovía A-7 colindantes con la infraestructura de metro, el tramo Bétera-Masies de la línea 1 permanecerá cerrado. Se habilitará un servicio alternativo de autobuses con parada en las estaciones afectadas.